# Квалификације за Светско првенство у фудбалу 2018 — ОФК
Победник квалификација у ОФК зони ће морати да игра додатне интерконтиненталне квалификације са петопласираном репрезентацијом из КОНМЕБОЛ ОФК куп нација ће се користити као други круг ОФК квалификација.

## Систем такмичења
У квалификацијама у Океанији (ОФК) учествује 11, од којих једна репрезентација игра доигравање са репрезентацијом из КОНМЕБОЛ зоне.
Структура квалификација је следећа:
- Први круг: Америчка Самоа, Кукова Острва, Самоа и Тонга ће играти лига систем који ће се одржати у Тонги. Победник првог круга квалификује се у други круг.
- Други круг: Укупно 8 репрезентација (Фиџи, Нова Каледонија, Нови Зеланд, Папуа Нова Гвинеја, Соломонова Острва, Тахити, Вануату и победник првог круга) ће играт турнир који ће се одржати у једној земљи. Репрезентације су подељене у две групе по 4 репрезентације. Прве три репрезентације из сваке групе ће се квалификовати у трећи круг.
- Трећи круг: Укупно 6 репрезентације ће бити подељено у две групе по 3 репрезентације које ће играти двоструки лига систем. Победници обе групе ће играти у финалу двоструки куп систем. Победник финала ће се квалификовати на интерконтиненталне квалификације где ће играти са репрезентацијом из Јужне Америке.

## Земље учеснице
Свих 11 ФИФА чланица из ОФК зоне су ушле у квалификације. Четири најслабије репрезентације ће се такмичити у првом кругу, док осталих 7 репрезентација директно учествују у другом кругу.
| Екипе у другом кругу                                                                               | Екипе у првом кругу                              |
| -------------------------------------------------------------------------------------------------- | ------------------------------------------------ |
| - Фиџи - Нова Каледонија - Нови Зеланд - Папуа Нова Гвинеја - Соломонова Острва - Tahiti - Вануату | - Америчка Самоа - Кукова Острва - Самоа - Тонга |

## Први круг
Четири најслабије рангиране репрезентације су учествовале у првом кругу где су играле једноструки лига систем. Први круг се одржао од 31. августа до 4. септембра 2015. године у Тонги.
- Сва времена су по средњоевропском времену.

### Земље учеснице првог круга
- Тонга (Домаћин)
- Америчка Самоа
- Кукова Острва
- Самоа

### Утакмице
| Тонга | 0:3       | Кукова Острва        |
| ----- | --------- | -------------------- |
|       | Извјештај | Шагаби 38’, 53’, 60’ |

| Самоа                                          | 3:2       | Америчка Самоа   |
| ---------------------------------------------- | --------- | ---------------- |
| Фаиуасо 4’, · Хемилтон-Пама 18’, · Моберли 26’ | Извјештај | Буичамп 38’, 86’ |

| Кукова Острва | 1:0       | Самоа |
| ------------- | --------- | ----- |
| Шагаби 39’    | Извјештај |       |

| Тонга       | 1:2       | Америчка Самоа         |
| ----------- | --------- | ---------------------- |
| Ухатахи 47’ | Извјештај | Џ. Манао 49’, · От 51’ |

| Тонга | 0:3       | Самоа                      |
| ----- | --------- | -------------------------- |
|       | Извјештај | Моберли 9’, · Хал 22’, 77’ |

| Америчка Самоа             | 2:0       | Кукова Острва |
| -------------------------- | --------- | ------------- |
| Митчел 58’, · Џ. Манао 67’ | Извјештај |               |

### Табела
| Тим            | ИГ | П | Н | И | ДГ | ПГ | ГР | Бод. |
| -------------- | -- | - | - | - | -- | -- | -- | ---- |
| Самоа          | 3  | 2 | 0 | 1 | 6  | 3  | +3 | 6    |
| Америчка Самоа | 3  | 2 | 0 | 1 | 6  | 4  | +2 | 6    |
| Кукова Острва  | 3  | 2 | 0 | 1 | 4  | 2  | +2 | 6    |
| Тонга          | 3  | 0 | 0 | 3 | 1  | 8  | -7 | 0    |

## Други круг
За други круг се користи ОФК куп нација који ће бити одржан од 28. маја до 1. јуна 2016. године. 
- Сва времена су по средњоевропском времену.

### Земље учеснице другог круга
- Тахити
- Нола Каледонија
- Папуа Нова Гвинеја
- Самоа
- Нови Зеланд
- Соломонска Острва
- Фиџи
- Вануату

### Жреб
Жреб је одржан 25. јула 2015. у Санкт Петербургу у Русији. Бројеви у заградама означавају место на Фифиној ранг листи од јула 2015. године.
| Шешир 1                                                                                  | Шешир 2                                                                                     |
| ---------------------------------------------------------------------------------------- | ------------------------------------------------------------------------------------------- |
| 1. Нови Зеланд (136) 2. Нова Каледонија (167) 3. Тахити (188) 4. Соломонова Острва (191) | 1. Вануату (197) 2. Фиџи (199) 3. Папуа Нова Гвинеја (202) 4. Самоа (Побједник првог круга) |

### Група А
| Тим                | ИГ | П | Н | И | ДГ | ПГ | ГР | Бод. |
| ------------------ | -- | - | - | - | -- | -- | -- | ---- |
| Тахити             |    |   |   |   |    |    |    | '    |
| Нова Каледонија    |    |   |   |   |    |    |    | '    |
| Самоа              |    |   |   |   |    |    |    | '    |
| Папуа Нова Гвинеја |    |   |   |   |    |    |    | '    |

### Група Б
| Тим               | ИГ | П | Н | И | ДГ | ПГ | ГР | Бод. |
| ----------------- | -- | - | - | - | -- | -- | -- | ---- |
| Нови Зеланд       |    |   |   |   |    |    |    | '    |
| Соломонова Острва |    |   |   |   |    |    |    | '    |
| Фиџи              |    |   |   |   |    |    |    | '    |
| Вануату           |    |   |   |   |    |    |    | '    |

### Елиминациона фаза
|  | Полуфинале | Полуфинале |  |  | Финале | Финале |
|  |            |            |  |  |        |        |
|  |            |            |  |  |        |        |
|  |            |            |  |  |        |        |
|  |            |            |  |  |        |        |
|  |            |            |  |  |        |        |
|  |            |            |  |  |        |        |
|  |            |            |  |  |        |        |
|  |            |            |  |  |        |        |
|  |            |            |  |  |        |        |
|  |            |            |  |  |        |        |
|  |            |            |  |  |        |        |
|  |            |            |  |  |        |        |
|  | 3. место   |            |  |  |        |        |
|  |            |            |  |  |        |        |
|  |            |            |  |  |        |        |
|  |            |            |  |  |        |        |
|  |            |            |  |  |        |        |
|  |            |            |  |  |        |        |
|  |            |            |  |  |        |        |

## Трећи круг
Жреб за трећи круг ће бити извучен по завршетку другог круга. Победници група ће се такмичити у финалу за учесшће на интерконтиненталним квалификацијама. У финалу се игра двоструки куп систем.
- Сва времена су по средњоевропском времену.

### Група А
| Тим | ИГ | П | Н | И | ДГ | ПГ | ГР | Бод. |
| --- | -- | - | - | - | -- | -- | -- | ---- |
| А1  |    |   |   |   |    |    |    | '    |
| А2  |    |   |   |   |    |    |    | '    |
| А3  |    |   |   |   |    |    |    | '    |

### Група Б
| Тим | ИГ | П | Н | И | ДГ | ПГ | ГР | Бод. |
| --- | -- | - | - | - | -- | -- | -- | ---- |
| Б1  |    |   |   |   |    |    |    | '    |
| Б2  |    |   |   |   |    |    |    | '    |
| Б3  |    |   |   |   |    |    |    | '    |

### Финале
| Репрезентација | укупан рез. | Репрезентација | 1. утак. | 2. утак. |
| -------------- | ----------- | -------------- | -------- | -------- |
| А1             |             | Б1             |          |          |

## Интерконтиненталне квалификације
Жреб за интеконтиненталне квалификације је одржан 25. јула 2015. године. Петопласирана репрезентација из Јужне Америке игра против првопласиране репрезентације из Океаније.
| Репрезентација | Укупан рез. | Репрезентација | 1. утак.              | 2. утак.              |
| -------------- | ----------- | -------------- | --------------------- | --------------------- |
| 1. ОФК         |             | 5. КОНМЕБОЛ    | 6.-14. новембра 2017. | 6.-14. новембра 2017. |